# Dejan Kelhar
Dejan Kelhar, né le 5 avril 1984 à Brežice en Yougoslavie (République socialiste de Slovénie, actuelle Slovénie), est un footballeur international slovène. Il joue au poste de défenseur central.

## Biographie

### Ses débuts en PrvaLiga, en Slovénie
Dejan Kelhar commence le football au NK Brežice, avant de partir au Publikum Celje. Passé professionnel en 2003, il ne joue que quelques matches, dans une équipe qui pourtant ne vise que le maintien. Il est alors prêté en janvier 2005 à l'Olimpija Ljubljana. De retour à Celje avec une quinzaine de rencontres à son actif, il parvient à s'y imposer.

### Tente l'aventure en Allemagne, mais retourne à la case départ
À l'été 2006, Kelhar part en Allemagne et atterrit en 2. Bundesliga, deuxième niveau footballistique du pays. Mais au SpVgg Greuther Fürth, le Slovène ne joue pratiquement pas lors de sa première saison (neuf matches), avant d'être placé en équipe réserve l'année suivante. Il choisit alors de rentrer au pays, et retourne finalement à la case départ à l'hiver 2008. Titulaire en défense centrale, il joue quasiment tous les matches de son équipe, qui ne quitte pas le ventre mou du classement.

### Retente sa chance en Belgique, en Pologne puis en Turquie
Le 31 janvier 2009, lors du dernier jour du mercato d'hiver, Kelhar signe un contrat avec le Cercle Bruges. Après quelques jours, il se fait une place dans le onze de départ de l'entraîneur, et mène son équipe vers le milieu de tableau. Il parvient même à accrocher une place pour la Ligue Europa la saison suivante, à la faveur d'une finale perdue en Coupe de Belgique. Entre-temps, il joue son premier match avec la sélection slovène, le 3 mars 2010 contre le Qatar. Vite éjecté de la scène européenne lors de la saison 2010-2011, le Cercle replonge dans sa monotonie en championnat, et Kelhar commence à perdre sa place. 
Le 22 février 2011, alors que son contrat touche pratiquement à sa fin, il rejoint le Legia Varsovie en Pologne et y signe un contrat de deux ans et demi,, après y avoir effectué un essai de quelques semaines à Chypre et en Espagne. Il ne joue cependant presque pas au Legia et est même placé en équipe réserve en fin de saison. 
Non conservé, il rejoint le Ankaragücü après seulement quatre mois passés en Pologne.
Le 4 février 2014, il signe un contrat avec l'Étoile rouge de Belgrade jusqu'à la fin de la saison.
Le 6 août 2014, il rejoint Sheffield Wednesday.

## Palmarès
Cercle Bruges
- Finaliste de la Coupe de Belgique en 2010.

 Olimpija Ljubljana
- Champion de Slovénie en 2016.